# San Marco-hágó
A San Marco-hágó, olaszul: Passo San Marco, régi német neve San-Marco-Pass, magyarul szó szerint „Szent Márk-hágó” egy 1895 méter tengerszint feletti magasságban fekvő alpesi hágó Észak-Olaszországban, Lombardia régióban, a Comói-tótól keletre, a Bergamói-Alpokban. Az Adda és a Brembo folyók vízválasztóját képezi. Összeköti az északi Valtellina-völgyet és a déli Brembana-völgyet. Az itt áthaladó SP-8. számú megyei főútvonal biztosítja a legrövidebb útvonalat a svájci Splügen-hágótól a Valtellina-völgyön át a Bergamói-Alpok vidékére.

## Fekvése
A hágó átmeneti vízválasztót képez északon egyfelől az északi oldalán fekvő Adda folyó, másfelől a tőle délre fekvő Brembo folyó völgyei között. Maga a Brembo folyó délebbre, Crespi d’Adda térségében észak felől az Adda folyóba ömlik, az pedig a Lodi megyében, Castelnuovo Bocca d’Adda községnél a Pó folyóba torkollik, a Bergamói-Alpok két folyója tehát végső fokon a Pó folyóban egyesül.

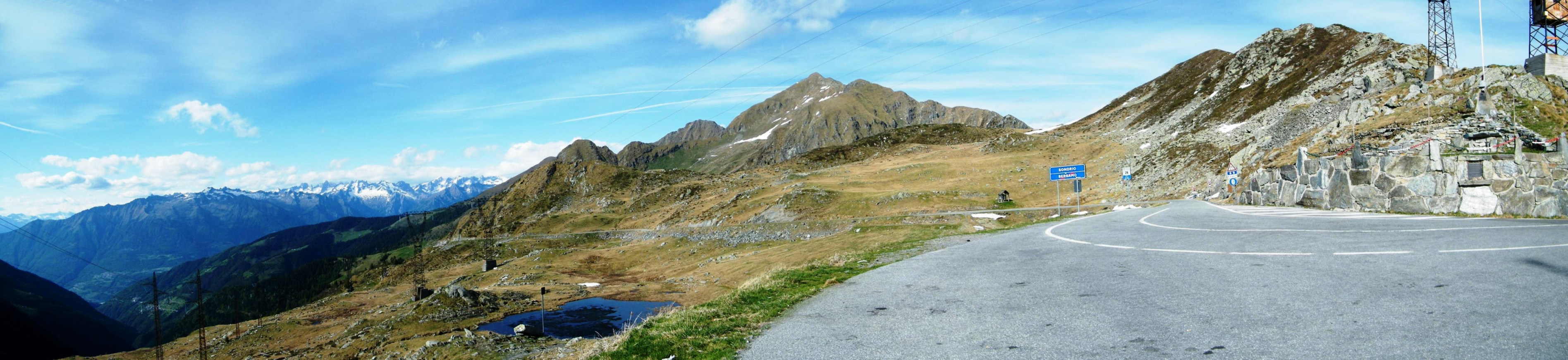
A San Marco-hágó panorámaképe

## Közlekedése
A hágóra észak felől felvezető út, az olasz SP-8. számú tartományi főút, Morbegno mellett ágazik ki a kelet-nyugati irányú SS-38. számú állami főútvonalból. A jó minőségű, aszfaltozott főút Arco és Albaredo per San Marco községeken át vezet fel a hágóba. A dél felé levezető kanyargós (SP-8. számú) hágóút Fraccia, Scaluggio és Mezzoldo községeken át ereszkedik lefelé. Sparavera községtől SP-1 számot visel, Olmo al Brembo községnél becsatlakozik a Brembo folyó völgyében nyugatról érkező SP-6. útba. Az SP-1 út dél felé folytatódik.
A hágó útját a téli hónapokban, szeptembertől májusig lezárhatják a járműforgalom elől.

## Történelme

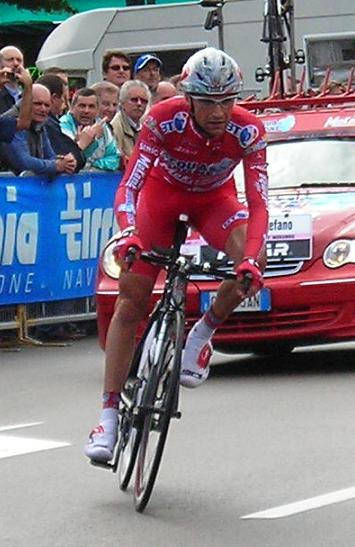
Stefano Garzelli, 2007

A San Marco-hágón át már a késő középkorban is jelentős személy- és áruforgalom zajlott. A hágót ekkoriban még Montagna del Giogo vagy Monte Giogo néven emlegették. Az olasz Giogo (ejtsd 'dzsogo') szót a német Joch (hágó, nyereg) szóval azonosítják. Tirol térségében sok hegyi hágót jelölnek e német szóval. A 16. században a hágót újabb neveken kezdték említeni. Előfordul Monti di Averara (Averara-hágó) néven, a régi déli hágóút végén fekvő kis helység nevéről. (A hágót főleg a bergamóiak hívták így). A velteliniek inkább Monte Albil-nak nevezték. Ma használt elnevezését, a Passo San Marcót (Szent Márk-hágót) 1594-ben kapta, a Velencei Köztársaság védőszentjének, Szent Márk evangélistának nevéről.
A hágó már a késő középkortól kezdve fontos szállítási útként szolgált. A Velencéből (Graubündenen át) Dél-Németországba vezető kereskedelmi útvonalon feküdt. Albaredo és Morbegno községek lakossága ebben az időben málhás utat épített a hágón át. A régi utat még nem Mezzoldón át, hanem Averara községen át vezették. Az északi hágóút Az északi hágóutat a két veltelini község kielégítő minőségben megépítette, a déli, bergamói szakasz azonban sokáig egy régi ösvény nyomvonalát követte, ez az útszakasz veszélyes volt és nagyon meredek.
1552-ben a Brembana-völgy (Val Brembana) 40 községe kérelmet nyújtott be a velencei szenátushoz, segítséget kérve a San Marco-hágó déli hágóútjának kijavításához és jó minőségben való megépítéséhez. A kérelemben az út stratégiai jelentőségére hivatkoztak. Helyzetéből adódóan a hágót – északról jövő ellenséges támadás esetén – gyorsan le lehetett zárni és jól lehetett védelmezni. 1557-ben Friedrich Salis, a svájci kantonok szövetségének Velencébe érkező küldötte is sürgette a hágóút kiépítését. (1512–1797 között a Veltlin-völgy Graubünden kantonhoz tartozott). Velence szenátusa sokáig nem mutatott érdeklődést a „projekt” iránt. A 16. század végén azonban, amikor kiéleződtek a politikai ellentétek a Velencei Köztársaság és az Itáliában „nyomuló” Habsburg Spanyolország között, sietve megvalósították a San Marco-hágóút kiépítését. Ettől kezdve a kereskedelem akadálytalanul folyhatott Velencétől Bergamón, a San Marco-hágón és a Splügen-hágón (vagy a Septimer-hágón) át Churba, és onnan tovább a német fejedelemségek felé.

## Sport
A Giro d’Italia országúti kerékpáros versenyek erre vezetett szakaszai:
- 1986-os Giro d’Italia: 1986. május 27., 16. szakasz: Erba – San Marco-hágó – Foppolo.
- 1987-es Giro d’Italia: 1987.  június 10., 19. szakasz: Trescore Balneario – San Marco-hágó – Madesimo.
- 1988-as Giro d’Italia: 1988. június 4., 13. szakasz: Bergamo – San Marco-hágó – Chiesa in Valmalenco.
- 2007-es Giro d’Italia: 2007. május 26., 14. szakasz Cantù – San Marco-hágó – Bergamo (győztes: Stefano Garzelli).